# Blue Angels
O Esquadrão de Demonstração Aérea da Marinha da Marinha dos Estados Unidos, popularmente conhecido como Blue Angels, foi formado em 24 de abril de 1946 e é a primeira equipa do mundo de acrobacia aérea e demonstração militar aérea sancionada.
Originalmente, o time era composto por três aeronaves por formação, passou para quatro, e atualmente opera com seis aeronaves por apresentação. Há ainda uma sétima aeronave para suporte, no caso de um eventual problema mecânico em alguma outra das aeronaves. São divididos em dois grupos: o primeiro é composto por quatro aeronaves e apresenta formações em baixa velocidade (o grupo "diamante"); o segundo grupo, composto por duas aeronaves, apresenta manobras pouco abaixo da velocidade do som, o que demonstra as habilidades dos F/A-18. No final da rotina, as seis aeronaves reúnem-se para a formação delta. Após uma série de manobras é executada por fim a manobra flor-de-lis.

## Acidentes
Em sua história, 26 pilotos do grupo faleceram em acidentes de apresentação ou treinamento. segundo dados de 2006, já passaram 262 pilotos pelo grupo, o que resulta em uma taxa de fatalidade de 10%.